# Joseph Clement
Joseph Clement (* 13. Juni 1779 in Asby, Distrikt Eden (Cumbria); † 28. Februar 1844 in Southwark, South London) war ein britischer Ingenieur und Industrieller.

## Leben und Wirken
Sein Vater Thomas, ein Weber, der sich selbst eine Drehbank gebaut hatte, lehrte ihn Mechanik und Naturgeschichte. Joseph arbeitete zunächst als Weber und Dachdecker und ging dann bei einem Schmied in die Lehre. Um 1805 arbeitete er in einer Webstuhlfabrik in Kirkby Stephen. Er zog dann weiter über Carlisle nach Glasgow, wo er bei Peter Nicholson zeichnen lernte. Um 1812 arbeitete er bei Leys, Masson & Co. in Aberdeen, wobei er Vorlesungen zur Naturphilosophie am Marischal College besuchte.
1813 zog er nach London, wo er bei Alexander Galloway in Holborn arbeitete. Wenig später wechselte er zu Joseph Bramah in Pimlico, der ihm im April 1814 einen Fünfjahresvertrag als Chefzeichner gab. Nach Brahmahs Tod im folgenden Dezember wurde er Chefzeichner bei Henry Maudslay in Lambeth, wo er eine Marine-Dampfmaschine entwarf.
1817 konnte er mit Unterstützung des Duke of Northumberland im Distrikt Newington eine eigene Werkstatt für Präzisionsmaschinen gründen. Er erfand einen Ellipsenzirkel, für den er 1818 von der Society for the Encouragement of Arts mit der Goldmedaille ausgezeichnet wurde. Sein Interesse galt hauptsächlich der Verbesserung von Werkzeugmaschinen, speziell Drehbänken. 1828 begann er mit der Herstellung von Gewindebohrern. Sein Geselle Joseph Whitworth spielte später eine große Rolle in der Standardisierung. Zwischen 1824 und 1833 baute er Charles Babbages erste Differenzmaschine.
In späteren Jahren konstruierte er eine Orgel. Mit Agnes Esson aus County Durham hatte er die nichteheliche Tochter Sarah Clement.